# Bayers
Bayers (prononcé [ba.je] baillé) est une ancienne commune du Sud-Ouest de la France, située dans le département de la Charente (région Nouvelle-Aquitaine). Depuis le 1er janvier 2017, elle est intégrée à la commune nouvelle d'Aunac-sur-Charente.
Ses habitants sont appelés les Bayersois et Bayersoises.

## Géographie

### Localisation et accès
Bayers est une commune située à 31 km au nord d'Angoulême. Elle est située dans la vallée de la Charente à 6 km au nord de Mansle et à 12 km au sud de Ruffec.
Elle est principalement desservie par la N 10 entre Angoulême et Poitiers qui limite la commune à l'ouest, et la D 27 qui possède un échangeur sur la nationale aux Maisons Rouges. La D 27, de Villefagnan à Chasseneuil traverse la commune, le bourg et la Charente. La D 56, de Verteuil-sur-Charente et Chenon à Mansle et qui longe la Charente sur sa rive droite traverse aussi le bourg.
La gare la plus proche (10 km) est celle de Luxé, desservie par des TER à destination d'Angoulême, Poitiers et Bordeaux.

### Hameaux et lieux-dits
La commune ne comporte aucun hameau, hormis le bourg qui se décompose en partie haute et partie basse.
On trouve le Moulin de Bayers à l'est de la commune le long de la Charente, et chez Godinaud à l'est du bourg.

### Communes limitrophes
|            | Chenon     | Chenommet (Aunac-sur-Charente) |
| Lonnes     | Bayers     | Aunac (Aunac-sur-Charente)     |
| Fontenille | Moutonneau |                                |

### Géologie et relief
Géologiquement, la commune est dans le calcaire du Jurassique du Bassin aquitain, comme tout le Nord-Charente. Plus particulièrement, le Callovien occupe la surface communale. Le sol est un calcaire marno-argileux. Des grèzes ou groies du Quaternaire couvrent une petite zone au bourg. La vallée de la Charente, à l'est, est couverte par des alluvions dont les plus anciennes ont formé une basse terrasse au nord-est du bourg,,.
Le relief de la commune est celui d'un bas plateau dominant la vallée de la Charente à l'est. Le point culminant est à une altitude de 123 m, situé à l'extrémité ouest. Le point le plus bas est à 67 m, situé le long de la Charente en limite sud. Le bourg, construit en haut de la rive concave dominant un méandre du fleuve par un à-pic de 35 m, est à 100 m d'altitude.

### Hydrographie
Bayers est sur la rive droite de la Charente qui limite la commune à l'est. Un bras de la Charente nommé le Bief du Coteau, vestige d'un ancien méandre, passe au pied de la falaise du bourg, et délimite une île, la prairie de la Prade.

### Climat
Comme dans les trois quarts sud et ouest du département, le climat est océanique aquitain.

## Toponymie
Une forme ancienne est Bayec (non daté).
Le nom serait issu de *Badiecum, « domaine de Badius ou Baius », nom d'homme romain (ou germain Baia), avec suffixe -acum,.

## Histoire
Un château fort existait au XIe siècle, sérieusement malmené pendant la guerre de Cent Ans. Vers 1434, Guillaume, cadet de la maison de La Rochefoucauld, s'installa à Bayers et fit construire le château actuel. Jusqu'au XVIIIe siècle il appartenait aux La Rochefoucauld-Bayers.
La seigneurie de Bayers dépendait de la baronnie de Verteuil et ses possesseurs portaient le titre de seigneurs de Bayers (1489) puis, à partir de 1650, de marquis de Bayers,.
En 1788, Marie Louise Françoise de La Rochefoucauld, dame de Bayers, vend le château avec ses droits de haute, moyenne et basse justice à Jean-Michel Delage, écuyer parisien. Vendu peu après comme bien national il est abandonné jusqu'en 1970, puis il est restauré dans les années 1980.

## Administration

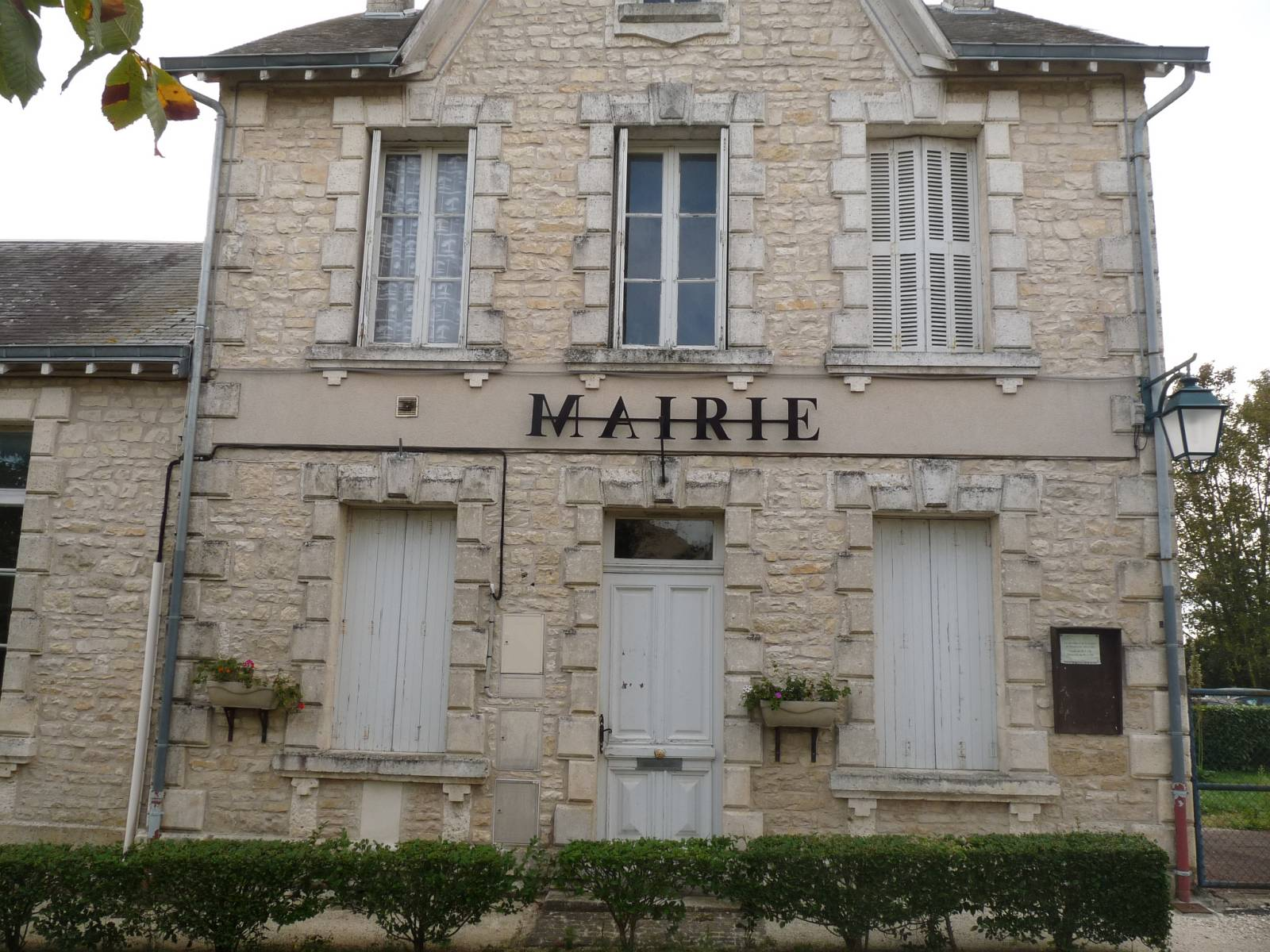
La mairie

| Période                                  | Période  | Identité            | Étiquette | Qualité                                          |
| ---------------------------------------- | -------- | ------------------- | --------- | ------------------------------------------------ |
|                                          |          | Max AULARD          | SE        |                                                  |
|                                          | 1997     | Jacques LEAU        | RPR       | Meunier retraité                                 |
| 1997                                     | 2014     | Lucienne DEROBINSON | SE        | Commerçante retraitée                            |
| 2014                                     | En cours | Marilys SOULET      | SE        | Technicienne d'intervention sociale et familiale |
| Les données manquantes sont à compléter. |          |                     |           |                                                  |

## Démographie

### Évolution démographique
L'évolution du nombre d'habitants est connue à travers les recensements de la population effectués dans la commune depuis 1793. À partir du 1er janvier 2009, les populations légales des communes sont publiées annuellement dans le cadre d'un recensement qui repose désormais sur une collecte d'information annuelle, concernant successivement tous les territoires communaux au cours d'une période de cinq ans. 
Pour les communes de moins de 10 000 habitants, une enquête de recensement portant sur toute la population est réalisée tous les cinq ans, les populations légales des années intermédiaires étant quant à elles estimées par interpolation ou extrapolation. Pour la commune, le premier recensement exhaustif entrant dans le cadre du nouveau dispositif a été réalisé en 2004,.
En 2014, la commune comptait 119 habitants, en évolution de −9,85 % par rapport à 2009 (Charente : +0,65 %, France hors Mayotte : +2,49 %).
| 1793 | 1800 | 1806 | 1821 | 1831 | 1841 | 1846 | 1851 | 1856 |
| ---- | ---- | ---- | ---- | ---- | ---- | ---- | ---- | ---- |
| 428  | 435  | 392  | 454  | 481  | 455  | 458  | 409  | 382  |

| 1861 | 1866 | 1872 | 1876 | 1881 | 1886 | 1891 | 1896 | 1901 |
| ---- | ---- | ---- | ---- | ---- | ---- | ---- | ---- | ---- |
| 380  | 406  | 367  | 360  | 364  | 343  | 307  | 288  | 265  |

| 1906 | 1911 | 1921 | 1926 | 1931 | 1936 | 1946 | 1954 | 1962 |
| ---- | ---- | ---- | ---- | ---- | ---- | ---- | ---- | ---- |
| 270  | 269  | 228  | 208  | 205  | 209  | 189  | 200  | 177  |

| 1968 | 1975 | 1982 | 1990 | 1999 | 2004 | 2009 | 2014 | - |
| ---- | ---- | ---- | ---- | ---- | ---- | ---- | ---- | - |
| 156  | 153  | 149  | 156  | 129  | 123  | 132  | 119  | - |

### Pyramide des âges
| Hommes | Classe d’âge | Femmes |
| ------ | ------------ | ------ |
| 0,0    | 90 ans ou +  | 1,4    |
| 8,2    | 75 à 89 ans  | 19,7   |
| 14,8   | 60 à 74 ans  | 12,7   |
| 31,1   | 45 à 59 ans  | 18,3   |
| 16,4   | 30 à 44 ans  | 21,1   |
| 16,4   | 15 à 29 ans  | 11,3   |
| 13,1   | 0 à 14 ans   | 15,5   |

| Hommes | Classe d’âge | Femmes |
| ------ | ------------ | ------ |
| 0,5    | 90 ans ou +  | 1,6    |
| 8,2    | 75 à 89 ans  | 11,8   |
| 15,2   | 60 à 74 ans  | 15,8   |
| 22,3   | 45 à 59 ans  | 21,5   |
| 20,0   | 30 à 44 ans  | 19,2   |
| 16,7   | 15 à 29 ans  | 14,7   |
| 17,1   | 0 à 14 ans   | 15,4   |

## Économie

### Agriculture
La viticulture occupe une petite partie de l'activité agricole. La commune est située dans les Bons Bois, dans la zone d'appellation d'origine contrôlée du cognac.

## Équipements, services et vie locale

### Distinctions culturelles
Bayers fait partie des communes ayant reçu en 2010 l’étoile verte espérantiste, distinction remise aux maires de communes recensant des locuteurs de la langue construite espéranto.

## Lieux et monuments

### Patrimoine civil
Le château de Bayers du XVe siècle, entouré de douves sèches, garde un donjon carré renforcé de contreforts plats du XIIe siècle. Il est inscrit aux monuments historiques depuis 1989.
Le pigeonnier, une fuie ronde qui a perdu son toit se trouve à l'extérieur du mur d'enceinte du château.
Le moulin de Bayers appartenant à la famille Leau depuis 1792, restauré et visitable. Il possède une roue à aubes.

### Patrimoine religieux

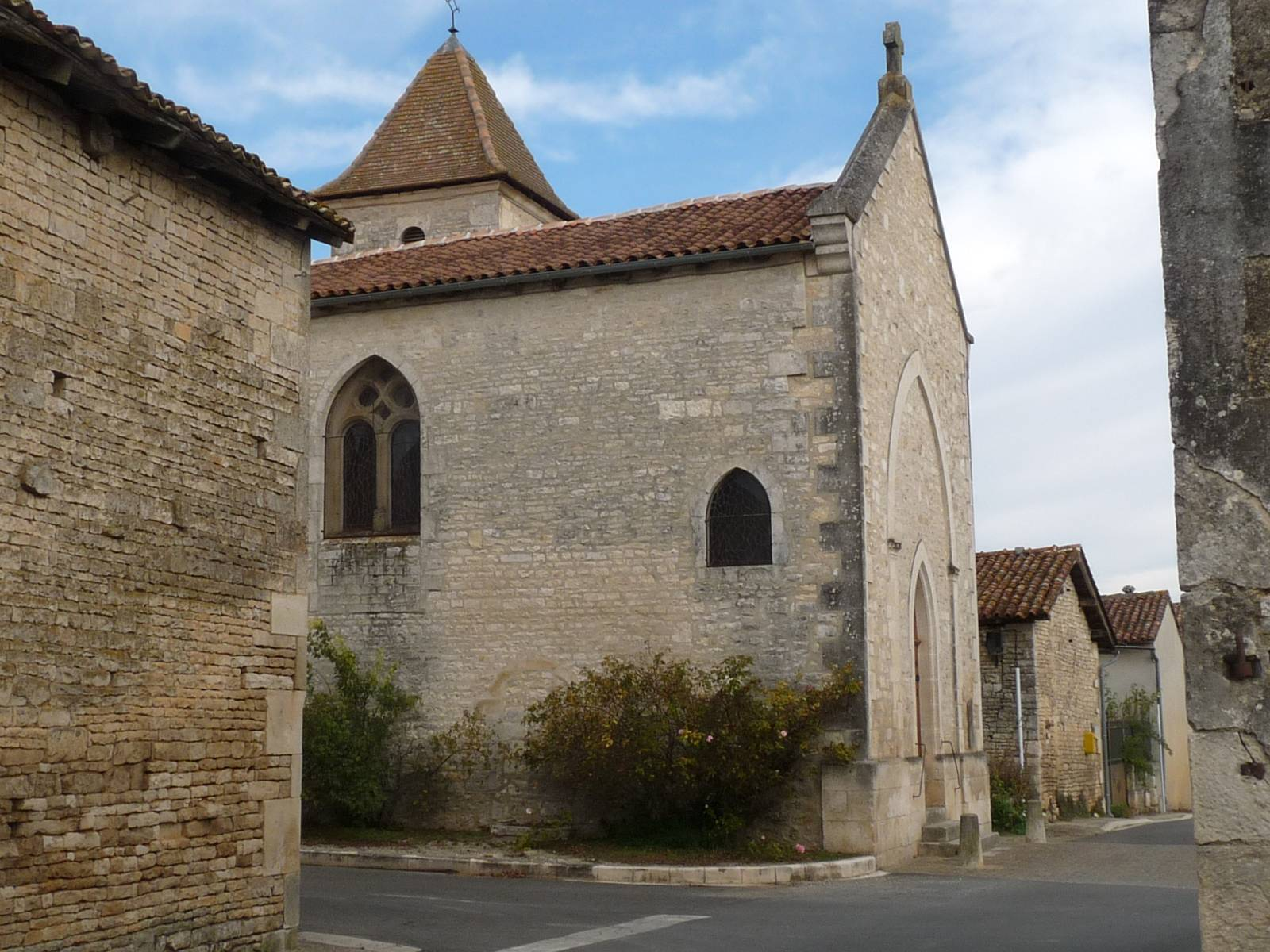
L'église Notre-Dame

L'église Notre-Dame, de style gothique, a d'abord été la chapelle du château, avant de devenir au début du XVIIIe siècle l'église paroissiale, la paroisse n'ayant été créée que vers 1600. L'édifice a été quelque peu réparé en 1829-1830. Lors de l'élargissement de la route en 1924, le chevet fut reporté à l'ouest et la porte à l'est, et d'autres travaux de restauration eurent lieu jusqu'à 1928.

## Personnalités liées à la commune
- Guy-André-Pierre de Montmorency-Laval (1723-1798): 1er duc de Laval et maréchal de France, est né au château de Bayers.
- Louis-Joseph de Montmorency-Laval (1724-1808): ecclésiastique français et du Saint-Empire romain germanique, né au château de Bayers